# Jagodina (Bulgarije)
Jagodina (Bulgaars: Ягодина, Turks: Balabanlar, Osmaans: بـــلــبـﺎنـــلــر) is een dorp in het zuiden van Bulgarije in de  gemeente Borino in de  oblast Smoljan.

## Bevolking
In de periode 1934 tot 1985 steeg het inwonersaantal van 331 personen tot een hoogtepunt van 646 personen. Sindsdien neemt het inwonersaantal af. Op 31 december 2019 telde het dorp 412 inwoners. De meeste dorpelingen zijn Pomaken en belijden de soennitische islam. Sommige inwoners zijn niet-religieus en er is een kapel van de Allerheiligste Moeder van God voor degenen die het christendom belijden. 
| dorp Jagodina | 331 | 419 | 521 | 549 | 598 | 646 | 639 | 580 | 501 | 412 |

Van de 501 inwoners reageerden er 401 op de optionele volkstelling van 2011. Zo'n 394 respondenten identificeerden zichzelf als etnische Bulgaren (98,3%), terwijl de rest ondefinieerbaar was.
Van de 501 inwoners in februari 2011 werden geteld, waren er 52 jonger dan 15 jaar oud (10,4%), gevolgd door 306 personen tussen de 15-64 jaar oud (61,1%) en 143 personen van 65 jaar of ouder (28,5%).

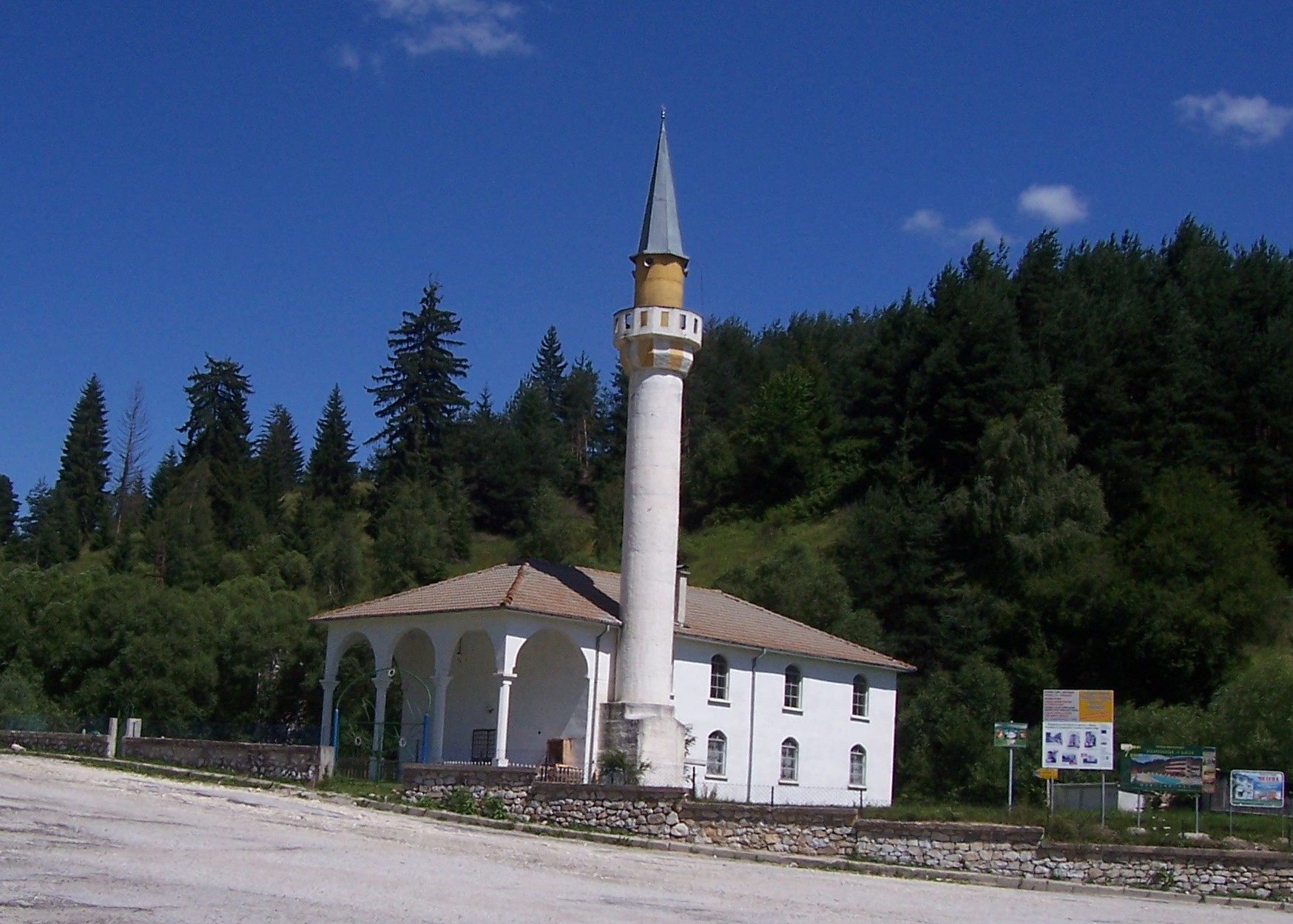
De moskee van het dorp Jagodina